# Protuobavještajna djelatnost
Protuobavještajni rad ili djelatnost sastoji se od prikupljanja i obrade podataka te poduzimanja raznih aktivnosti radi zaštite državnih tijela, štićenih osoba, institucija ili postrojenja od interesa za državu kao i tajnih podataka od nelegalnih aktivnosti stranih obavještajnih službi, organizacija, skupina ili pojedinaca.
Protuobavještajni rad sastoji se od širokog spektra mjera i radnji u operativnom i analitičkom smislu koje se poduzimaju kako bi se identificirale i razumjele aktivnosti stranih obavještajnih službi, organizacija, skupina ili pojedinaca.
Protuobavještajni rad uključuje i od određivanja prioriteta protuobavještajne zaštite kako bi se poduzele mjere protuobavještajne zaštite te neutralizirale prijetnje za nacionalnu sigurnost.
Protuobavještajni rad podrazumijeva i prikupljanje podataka značajnih za suzbijanje aktivnosti stranih sigurnosno-obavještajnih službi i osoba koje za potrebe stranih sigurnosno-obavještajnih službi, stranih država ili međunarodnih organizacija sigurnosno-vojno-političkog karaktera prikupljaju ili posjeduju podatke i saznanja, dokumentaciju ili predmete od značaja za nacionalne interese.